# روت آدلر
روت مارگارت آدلر (به انگلیسی: Ruth Margaret Adler)؛ (زاده ۱ اکتبر ۱۹۴۴ – درگذشته ۱۸ فوریه ۱۹۹۴) یک زن فمینیست، مدافع حقوق بشر و مدافع رفاه کودکان بود. او بنیانگذار اداره عفو بین‌الملل اسکاتلند و به عنوان اولین کارمندش در اسکاتلند در سال ۱۹۹۱ بود. او عضو بنیاد اسکاتلندی کمک‌های زنان در سال ۱۹۷۴، عضو گروه کودکان لوتین بود و کمک کرد تا مرکز حقوق اسکاتلندی کودکان احداث شود.

## زندگی‌نامه
والدین روت شارلوت و رودلف اپنهایمر از دهه ۱۹۳۰ از آلمان به انگلیس پناهنده شدند. روت در دون متولد شد، جایی که پدرش در طول جنگ مستقر بود.
او فلسفه، سیاست و اقتصاد را در کالج سامرویل، دانشگاه آکسفورد و کارشناسی ارشد را در رشته فلسفه از دانشگاه لندن گرفت. در دهه ۱۹۶۰ با همسر و فرزندانش به اسکاتلند رفت و چندین سال به عنوان معلم نیمه وقت در بخش فلسفه دانشگاه ادینبورگ تدریس کرد. تا اینکه برای گرفتن دکترا در حقوق به ادامه تحصیل پرداخت. او به شدت تحت تأثیر نیل مک کورمیک، سرپرست خود قرار گرفت. او به دو زبان انگلیسی و آلمانی مسلط بود و پس از اخذ دکترای خود، او و نیل در ترجمه تعدادی از کتاب‌های برجسته زبان چک (OTA واینبرگر)، آلمانی (رابرت الکسی، گونتر تیوبنر) و فیلسوفان قانونی از آلمانی به انگلیسی همکاری کردند.
روت در حالی که در مرکز حقوق کودکان اسکاتلند مشغول به کار بود، برای ایجاد اولین پایگاه جامع اطلاعاتی حقوق کودکان در اسکاتلند اقدام کرد. او دادس عدالت و صلح بود. از سال ۱۹۸۷ تا ۱۹۹۱ به عنوان دستیار ناظر حقوقی اسکاتلند مسئول رسیدگی به شکایات علیه وکلای دادگستری بود.
او به عنوان یکی از اعضای برجسته جامعه یهودی ادینبورگ، سردبیر نشریه ستاره ادینبورگ شد و در (۱۹۹۸) ریاست ادبی جامعه یهودی ادینبرا را برعهده گرفت

## آثار
موضوع پایان‌نامه (۱۹۸۳) مداخله حقوقی در زندگی کودکان بود. این کتاب به‌طور جدی با عنوان کتاب سال ۱۹۸۵ به بررسی عدالت نوجوانان می‌پردازد.